# Mashael Meshari A Alayed
Mashael Meshari A Alayed (en árabe: مشاعل العايد‎, nacida el 18 de diciembre de 2006)  es una nadadora saudí.  Fue la primera mujer en representar a Arabia Saudita en la natación olímpica, compitiendo en los Juegos Olímpicos de Verano de 2024 en París.

## Carrera
Alayed entrena con el club Ettifaq.
En el Campeonato Mundial de Deportes Acuáticos de 2023, Alayed compitió en las pruebas femeninas de 50 y 100 m estilo libre.
En los Juegos inaugurales del Golfo en abril de 2024, Alayed ganó una medalla de oro y dos de plata. Anteriormente había obtenido medallas en los Juegos de Arabia Saudita. En el Campeonato Mundial de Deportes Acuáticos de 2024, compitió en las pruebas femeninas de 200 y 400 m estilo libre.
Alayed recibió una invitación para los Juegos Olímpicos de Verano de 2024 a través de un lugar universal. En los juegos, Alayed superó su mejor tiempo personal y quedó sexta en su serie en las clasificaciones femeninas de 200 metros estilo libre.